# Krzysztof Pankiewicz (himalaista)
Krzysztof Pankiewicz (ur. 29 września 1951 w Łodzi, zm. 6 maja 2009 tamże) – polski wspinacz, alpinista i himalaista. Mąż Ewy Panejko-Pankiewicz. Z wykształcenia był doktorem nauk farmaceutycznych.
W latach 70, i 80. wielokrotny mistrz Polski w zawodach wspinaczkowych. Uczestnik wielu przełomowych przejść w Tatrach, Alpach, Pamirze, Himalajach i Karakorum. W latach 1985–1990, 2002–2005 i 2008–2009 prezes Łódzkiego Klubu Wysokogórskiego. W latach 2004–2009 był członkiem Kapituły Nagrody Środowisk Wspinaczkowych „Jedynka”. Odznaczony srebrnym medalem Za Wybitne Osiągnięcia Sportowe. 29 kwietnia 2009 uległ wypadkowi, w wyniku którego doznał obrażeń mózgu. Zmarł tydzień później w szpitalu, gdzie przez ten czas utrzymywany był w śpiączce farmakologicznej.
Został pochowany na cmentarzu rzymskokatolickim Matki Bożej Nieustającej Pomocy w Łodzi przy ul. Szczecińskiej.

## Najważniejsze osiągnięcia wspinaczkowe

### Tatry
- 1973: I przejście Superścieku na ścianie Kotła Kazalnicy Mięguszowieckiej
- 1974: I zimowe przejście Kantu Filara Kazalnicy
- 1975: wytyczenie i pierwsze przejście drogi Szewska pasja na wschodniej ścianie Młynarczyka
- 1988: wytyczenie i pierwsze przejście drogi 2+1 na wschodniej ścianie Mnicha
- 1989: I przejście łańcuchówki Expander (4 x Sprężyna na ścianach Małego Młynarza, Kotła Kazalnicy, Mnicha i Kościelca; w 17 godz.)

### Alpy
- 1974: I polskie przejście drogi Harlina na południowej ścianie Aiguille du Fou
- 1979: I przejście zimowe drogi Comiciego na północno-zachodniej ścianie Civetty
- 1983: przejście drogi Directe americaine na zachodniej ścianie Petit Dru (w jeden dzień do wierzchołka)
- 1988: I polskie przejście zimowe kuluaru Modica-Noury na Mont Blanc du Tacul

### Kaukaz i Pamir
- 1978: Szczyt Korżeniewskiej i Szczyt Ismaila Samaniego (w 2 i pół dnia z bazy do bazy)
- 1981: I polskie przejście drogi Popowa na pn. ścianie Tiu-tiu-baszi

### Himalaje i Karakorum
- 1980: udział w wyprawie na Annapurnę II (szczytu nie osiągnięto, jednak Krzysztof dokonał I wejścia od południa na przełęcz 7200 m między Annapurną II i Annapurną IV)
- 1982: udział w polsko-meksykańskiej wyprawie na K2 (na nowej drodze północno-zachodnią granią dotarł do ok. 8000 m)
- 1984: udział w wyprawie na Manaslu (na nowej drodze od lodowca Pungen dotarł do 7400m)
- 1985/86: zastępca kierownika zimowej wyprawy na Kanczendzongę, która dokonała I wejścia zimowego, osiągnął 7600 m
- 1986: kierownik międzynarodowej wyprawy na Makalu (8485 m, osiągnął 7700 m – na szczyt weszli Krzysztof Wielicki i Marcel Ruedi
- 1987: próba wejścia w stylu alpejskim na Manaslu środkiem południowej ściany (z Ludwikiem Wilczyńskim dotarli do ok. 6800 m)
- 1992: zastępca kierownika międzynarodowej wyprawy na Manaslu (dotarł do 7200 m, na szczycie 4 os.)
- 1992: Ama Dablam, wejście non-stop w 12 godz.
- 1996/97: udział w zimowej wyprawie Andrzeja Zawady na Nanga Parbat (8126 m, osiągnął 7600 m)